# Tremella phaeophysciae
Tremella phaeophysciae är en svampart som beskrevs av Diederich & M.S. Christ. 1996. Tremella phaeophysciae ingår i släktet Tremella och familjen Tremellaceae.  Arten är reproducerande i Sverige. Inga underarter finns listade i Catalogue of Life.